# 하쿠아 우게츠
하쿠아 우게츠(白亜右月, 1970년 8월 12일 ~ )는 폭렬천사의 컨셉 캐릭터 디자이너로 가장 잘 알려진 일본 예술가이다. 최근에는 애니메이션 드루아가의 탑 ~the Aegis of URUK~의 주인공 디자인을 만들었다. 그 외에도 그는 비주얼 노벨 게임인 Magical Girl AI와 사무라이 주피터에 참여했다. 동인 서클 이름인 옐로 태그(Yellow Tag)라는 이름으로 동인지를 출판한다. 2005년에는 아니메 엑스포에 주빈으로 참석했다.